# Морочево
Морочево — деревня в Невельском районе Псковской области России. Входит в состав сельского поселения «Лобковская волость».
Находится в 5 верстах юго-западнее деревни Усово и примерно в 20 верстах к юго-востоку от города Невель на берегу озера Езерище.

## Население
Численность населения деревни на конец 2000 года составляла 2 жителя.